# FITSAT-1
FITSAT-1は、福岡工業大学の小型人工衛星プロジェクト（代表：情報工学科教授田中卓史）により開発された1UのCubeSatである。愛称はにわか衛星。博多の伝統芸能はかたにわかに由来する。

## 概要
こうのとりに搭載され、2012年7月21日に種子島宇宙センターからH-IIBロケット3号機によって国際宇宙ステーションへと運ばれた。2012年10月5日0時44分に国際宇宙ステーションの日本実験棟きぼうから小型衛星放出技術実証ミッションの一環として、他の4個の衛星(RAIKO, WE WISH, TecEdSat, F-1)とともに宇宙空間へ放出された。にわか衛星は主ミッション(5.84GHz高速通信)と副ミッション(可視光通信)を当初予定の100日以内に成功させた。9ヶ月（270日）後の2013年7月4日、12時7分に新潟で受信されたビーコンが最後となり、同日落下したものと思われる。

## 構造
にわか衛星は10cmのアルミ角パイプを10cmより少し長くカットし、両端に蓋をする形に作られている。CubeSatは通常、4本の柱にパネルを貼る形で作られるが、この新しい方法は外枠の組み立て精度の問題が存在しないので放出器との間で不適合を生じることがない。角パイプの4枚の側面はそれぞれ2枚の太陽電池を直列接続し、最大2.3W (4.74V x 0.487A)を発電する。上面には5.8GHzのパッチアンテナと3W x 50個の緑LED、前カメラのレンズ穴を持つ。底面には1.26GHzのパッチアンテナ、3W x 32個の赤LED、後カメラのレンズ穴、437MHzのアンテナエレメントが伸び出るための穴がある。衛星は永久磁石を積んでいるので方位磁針のように磁力線に沿って常に南北を向く。日本では地磁気が40～50度（伏角）で地中に入っており、衛星が観測地点の南40～50度を通過するときはマイクロ波(5.8GHz)のビームも緑LEDのビームも地上の観測地点を向くことになる。一方、南半球では赤のLEDを付けた底面が地上を向くことになる。

## 通信システム
アップリンクは遠隔コマンドのために2系統持っている。メインは437MHz, 1200bps, AX.25 packetを用いている。他にバックアップ系として1.26GHzのDTMFでも遠隔コマンドを送ることができる。ダウンリンクは4系統持っている。437.250MHz, CWで常にビーコン信号を出している。衛星内に蓄えたテレメトリーデータは437.445MHz, 1200bps, AX.25 packetで地上に送る。衛星が撮影した画像は5.84GHz, 115.2kbps, FSKで地上に送る。他にLED光（副ミッション）で地上に信号を送る。

## 主ミッション
超小型衛星では初めてのマイクロ波(5.84GHz)による高速通信(115.2kbps)により、放出時に撮影した国際宇宙ステーションや地表の画像の転送に成功した。jpeg-VGA画像（640x480ピクセル）を1枚当たり2～6秒で送ることができた。信号は福岡工大の地上局だけでなく、新潟市、上尾市、アメリカバーモント州バーリントンでもアマチュア無線家により受信された。ドイツではAMSAT-DLチームがボーフムにある直径20mのアンテナを使って送られて来た20枚の画像中、一度に14枚の画像の復元に成功した。

## 副ミッション
搭載したLEDを発光させ、2012年11月21日に大分県由布市と韓国のKAISTで世界初となる宇宙・地上間のLEDによる可視光通信の実験を行った。LEDの点灯はモールスコードで点灯させるモードと微弱光検出モードの二つがある。微弱光検出モードは10Hzで点滅するデューティ比30%の光をさらに5kHzで変調している。地上では5kHzのフィルターを通してノイズを除去し信号だけを取り出す。微弱光検出モードでは緑LEDは200W以上のパルス、平均電力30W程度で発光させた。最初の実験では衛星からの光は倉敷科学センターと韓国ソウルのKAISTで写真に撮影された。続く実験では神奈川県海老名市、秦野市、富山市天文台（ムービー）、愛媛県西予市、千葉県君津市、熊本県の小国町などで多くの天文ファンにより撮影された。また福工大チームは望遠鏡に取り付けた光電子増倍管により電気信号の取り出しにも成功した。

## 観測データ
衛星から多数の観測データが得られた。太陽電池の各パネルの電圧変化から衛星が北を指すZ軸に関して、左回りに回転していることが分かった。さらに、異なる日に取った同様のデータから、この衛星の回転速度が次第に上昇していることが判明した。